# WTA de Bruxelas
O WTA de Bruxelas – ou Brussels Open, na última edição – foi um torneio de tênis profissional feminino, de nível WTA Premier.
Realizado em Bruxelas, capital da Bélgica, o torneio se desenrolou em diversos períodos, sendo o último entre 2013 e 2011, substituindo o WTA de Varsóvia. Depois de 2013, deu lugar ao WTA de Nuremberg. Os jogos eram disputados em quadras de saibro durante o mês de maio.

## Finais

### Simples
| Ano                                     | Campeã                  | Vice-campeã             | Resultado     |
| --------------------------------------- | ----------------------- | ----------------------- | ------------- |
| 2013                                    | Kaia Kanepi             | Peng Shuai              | 6–2, 7–5      |
| 2012                                    | Agnieszka Radwańska     | Simona Halep            | 7–5, 6–0      |
| 2011                                    | Caroline Wozniacki      | Peng Shuai              | 2–6, 6–3, 6–3 |
| Torneio não realizado entre 2010 e 2003 |                         |                         |               |
| 2002                                    | Myriam Casanova         | Arantxa Sánchez Vicario | 4–6, 6–2, 6–1 |
| Torneio não realizado entre 2001 e 1990 |                         |                         |               |
| 1989                                    | Radka Zrubáková         | Mercedes Paz            | 7–66, 6–4     |
| 1988                                    | Arantxa Sánchez Vicario | Raffaella Reggi         | 6–0, 7–5      |

### Duplas
| Ano                                     | Campeãs                             | Vice-campeãs                            | Resultado        |
| --------------------------------------- | ----------------------------------- | --------------------------------------- | ---------------- |
| 2013                                    | Anna-Lena Grönefeld Květa Peschke   | Gabriela Dabrowski Shahar Pe'er         | 6–0, 6–3         |
| 2012                                    | Bethanie Mattek-Sands Sania Mirza   | Alicja Rosolska Zheng Jie               | 6–3, 6–2         |
| 2011                                    | Andrea Hlaváčková Galina Voskoboeva | Klaudia Jans Alicja Rosolska            | 3–6, 6–0, [10–5] |
| Torneio não realizado entre 2010 e 2003 |                                     |                                         |                  |
| 2002                                    | Barbara Schwartz Jasmin Wöhr        | Tathiana Garbin Arantxa Sánchez Vicario | 6–2, 0–6, 6–4    |
| Torneio não realizado entre 2001 e 1990 |                                     |                                         |                  |
| 1989                                    | Manon Bollegraf Mercedes Paz        | Carin Bakkum Simone Schilder            | 6–1, 6–2         |
| 1988                                    | Mercedes Paz Tine Scheuer-Larsen    | Katerina Maleeva Raffaella Reggi        | 7–63, 6–1        |